# Laupheim
Laupheim är den näst största staden (efter staden Biberach an der Riss) i Landkreis Biberach i det tyska förbundslandet Baden-Württemberg. Kommunen består av ortsdelarna (tyska Ortsteile) Laupheim, Baustetten, Bihlafingen, Obersulmetingen och Untersulmetingen. Folkmängden uppgår till cirka 23 000 invånare, på en yta av 61,78 kvadratkilometer.

## Geografi
Laupheim ligger mellan städerna Biberach an der Riss i sydväst och Ulm i nordost. Ortsdelarna Laupheim och Baustetten ligger vid ån Rottum, ortsdelarna Obersulmetingen och Untersulmetingen ligger vid ån Riss (tyska Riß) och ortsdelen Bihlafingen ligger vid ån Schmiehe. Alla tre åar är bifloder av Donau.
Staden ingår i kommunalförbundet Stadt Laupheim tillsammans med kommunerna Achstetten, Burgrieden och Mietingen.

## Historia
Laupheim nämns först i ett dokument från året 778. 926 förstördes området av ungrarna. 1331 såldes Laupheim till huset Habsburg, som blev länsherre fram till 1805. 1434 utnämndes orten till en köping (tyska Markt). 1724 kom de första judiska familjerna till Laupheim. Den judiska kommunen var senare en av de största i Kungariket Württemberg (843 judiska medborgare år 1869).
1805 kom Laupheim unter en kort tid till Bayern, innan den kom till Kungariket Württemberg år 1806. 1845 blev Laupheim centralort av det liknämnda distriktet (tyska Oberamt, från och med 1934 Kreis) och utnämndes till en stad år 1869. 1938 kom staden till distriktet Landkreis Biberach. Under Kristallnatten i november 1938 förstördes synagogan och 1941/42 deporterades de sista judiska medborgarna.
Efter andra världskriget var Laupheim en del av den franska ockupationszonen och kom 1952 till det nya förbundslandet Baden-Württemberg. De tidigare självständiga kommunerna Baustetten, Bihlafingen och Untersulmetingen blev 1972 delar av kommunen Laupheim, Obersulmetingen 1975.

## Befolkningsutveckling
| Befolkningsutvecklingen i Laupheim 1975–2015 | Befolkningsutvecklingen i Laupheim 1975–2015 | Befolkningsutvecklingen i Laupheim 1975–2015 | Befolkningsutvecklingen i Laupheim 1975–2015 | Befolkningsutvecklingen i Laupheim 1975–2015 |
| -------------------------------------------- | -------------------------------------------- | -------------------------------------------- | -------------------------------------------- | -------------------------------------------- |
|                                              |                                              |                                              |                                              |                                              |
| År                                           |                                              |                                              | Folkmängd                                    | Areal (ha)                                   |
| 1975                                         | 1975                                         |                                              | 14 640                                       | 6 180                                        |
| 1980                                         | 1980                                         |                                              | 14 970                                       |                                              |
| 1985                                         | 1985                                         |                                              | 15 072                                       | 6 179                                        |
| 1990                                         | 1990                                         |                                              | 16 286                                       |                                              |
| 1995                                         | 1995                                         |                                              | 17 750                                       | 6 178                                        |
| 2000                                         | 2000                                         |                                              | 18 460                                       |                                              |
| 2005                                         | 2005                                         |                                              | 19 192                                       |                                              |
| 2010                                         | 2010                                         |                                              | 19 796                                       |                                              |
| 2015                                         | 2015                                         |                                              | 21 153                                       |                                              |
|                                              |                                              |                                              |                                              |                                              |

## Bilder

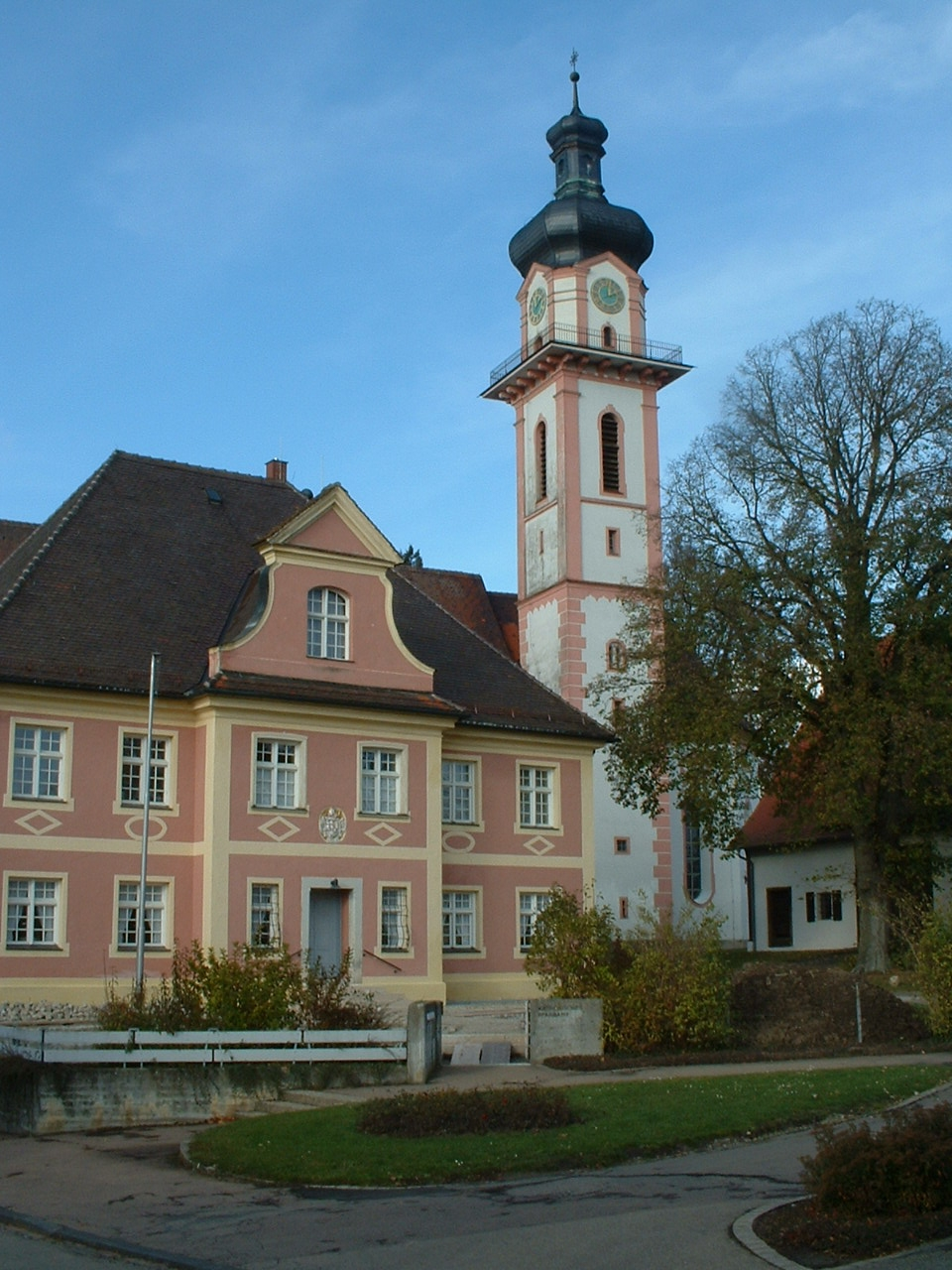
Kyrkan Sankt Peter och Paul i Laupheim.
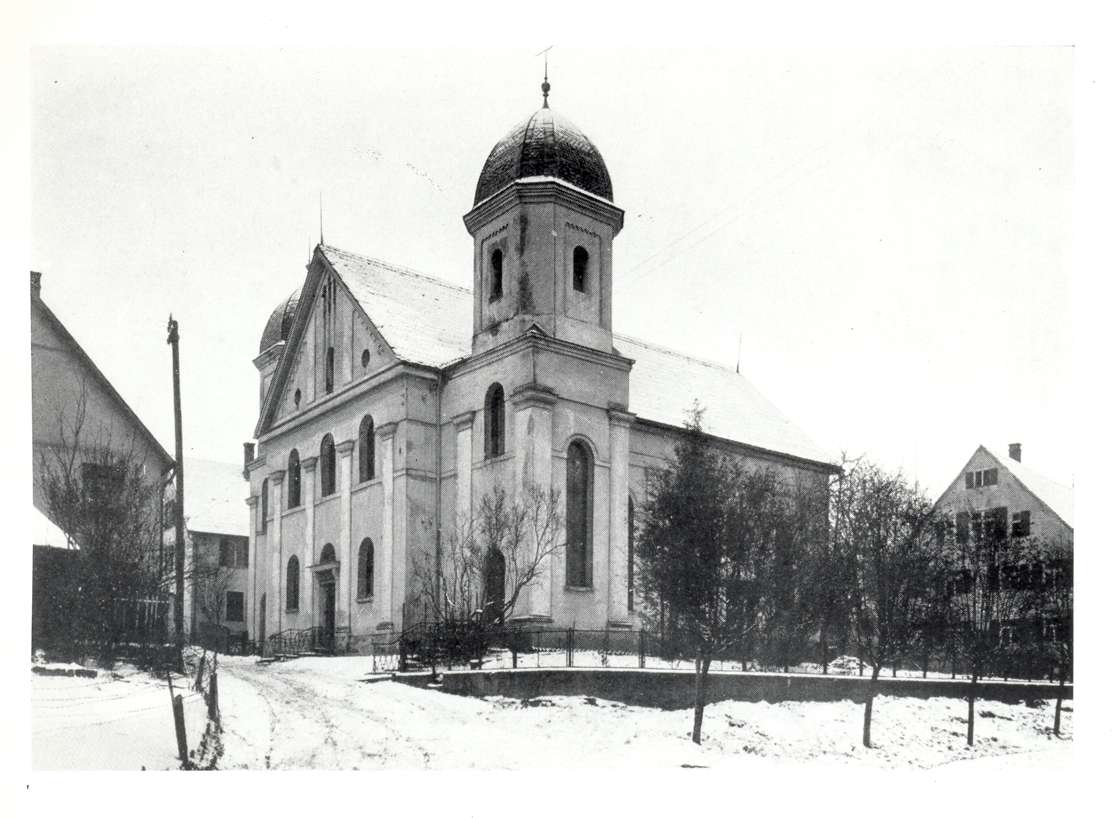
Synagogan i Laupheim.